# National City Tower
Le National City Tower est un gratte-ciel situé dans le quartier de Downtown à Louisville aux États-Unis.  Avec ses 40 étages et ses 156 mètres, il resta le plus haut gratte-ciel de la ville de 1972 à 1993. Avant 1972, le plus haut gratte-ciel de la ville se nommait PNC Plaza.
À l'origine, il portait le nom de First National Tower en référence à la banque First National Bank et fut renommé en National City Tower lorsque la banque fut rachetée par la National City Bank. Ses architectes se nomment Wallace Harrison et Max Abramovitz. En 1993, la tour fut détrônée par l'AEGON Center.

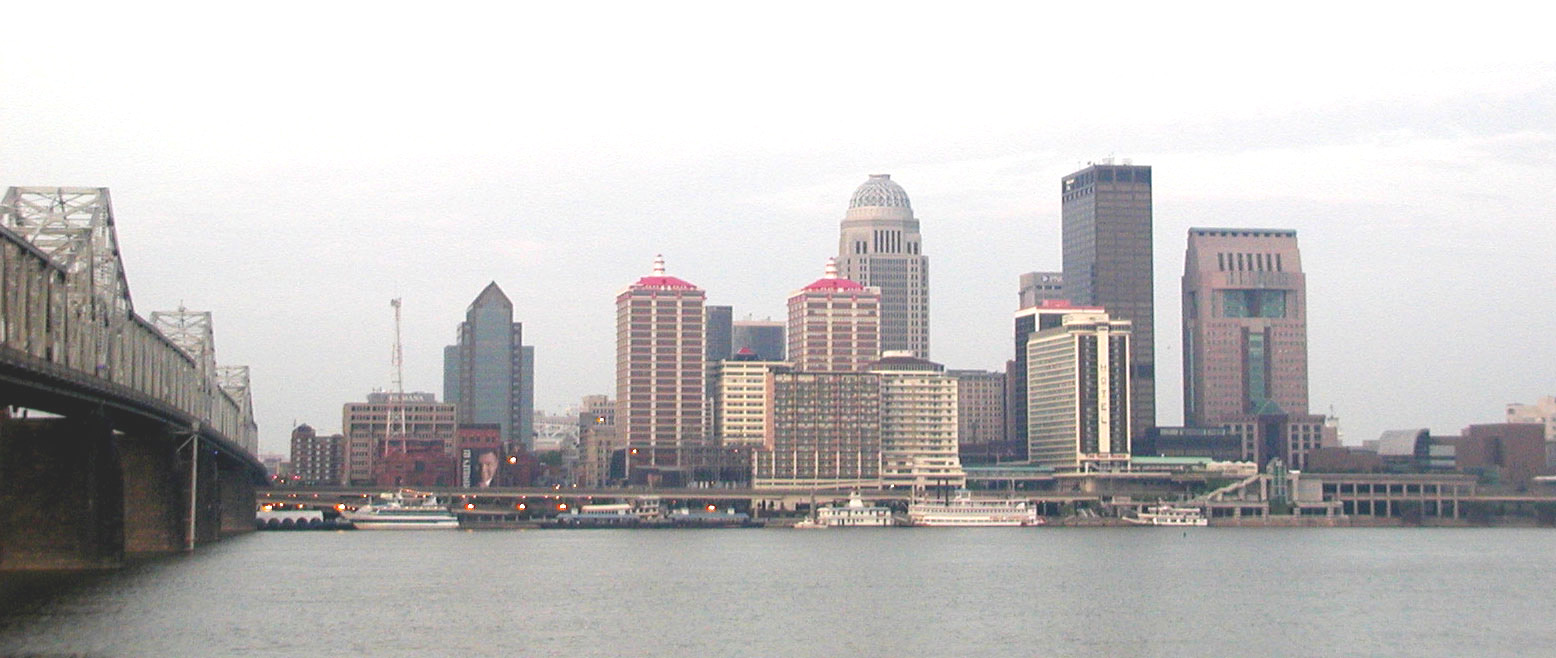
Les 3 plus grands immeubles de droite à gauche : Humana Building, National City Tower et AEGON Center.